# Nossa Senhora do Pranto
Nossa Senhora do Pranto ist eine Gemeinde in Portugal.

## Verwaltung und Geschichte
Nossa Senhora do Pranto (portugiesisch für „Unsere liebe Frau der Klage“) ist eine Gemeinde (Freguesia) im Kreis (Concelho) von Ferreira do Zêzere, im Distrikt Santarém. Sie entstand im Zuge der administrativen Neuordnung in Portugal 2013 durch Zusammenlegung der bisherigen Gemeinden Dornes und Paio Mendes.
Sitz der Gemeinde ist die Ortschaft Frazoeira, in der früheren Gemeinde Dornes.